# Mathieu-Antoine Xhrouet
Mathieu Antoine Xhrouet (Spa, 25 februari 1672 - aldaar, 5 februari 1747) was een Zuid-Nederlands tekenaar en politicus. 

## Leven
Xhrouet werd geboren in een lokale dynastie van kunstenaars, als tweede kind van een kroostrijk gezin. Zijn vader Mathieu (1647-1731) was graveur en getrouwd met een familielid, Jeanne Servais Xhrouet (1651-1731).
Xhrouet junior huwde in 1697 Anne Gabriel Le Loup, met wie hij zeven kinderen kreeg. Na haar dood hertrouwde hij met Elisabeth Lecomte (1716), die hem nog een nakomeling schonk. Zijn zonen Gabriël (*1697) en Nicolas (*1702) zouden later de familietraditie in ere houden.
In 1724 werd hij burgemeester van Spa. Vanaf 1730 woonde hij in het Hôtel de Lorraine, een gebouw dat na zijn dood herbouwd werd (1760) en nu beschermd is.

## Werk
Xhrouet bekwaamde zich in het weergeven van landschappen en stadsgezichten in gewassen inkt. Daarvan zijn er zo'n 350 geïnventariseerd. Meestal realiseerde hij ze op vellum of perkament, nadat hij eerst ter plaatse een schets op papier had gemaakt. Hij signeerde met een Latijns "xhrouiïet fecit" of ook wel met zijn voornaam.
Soms werkte hij in opdracht van de Manufacture des Gobelins in Parijs.

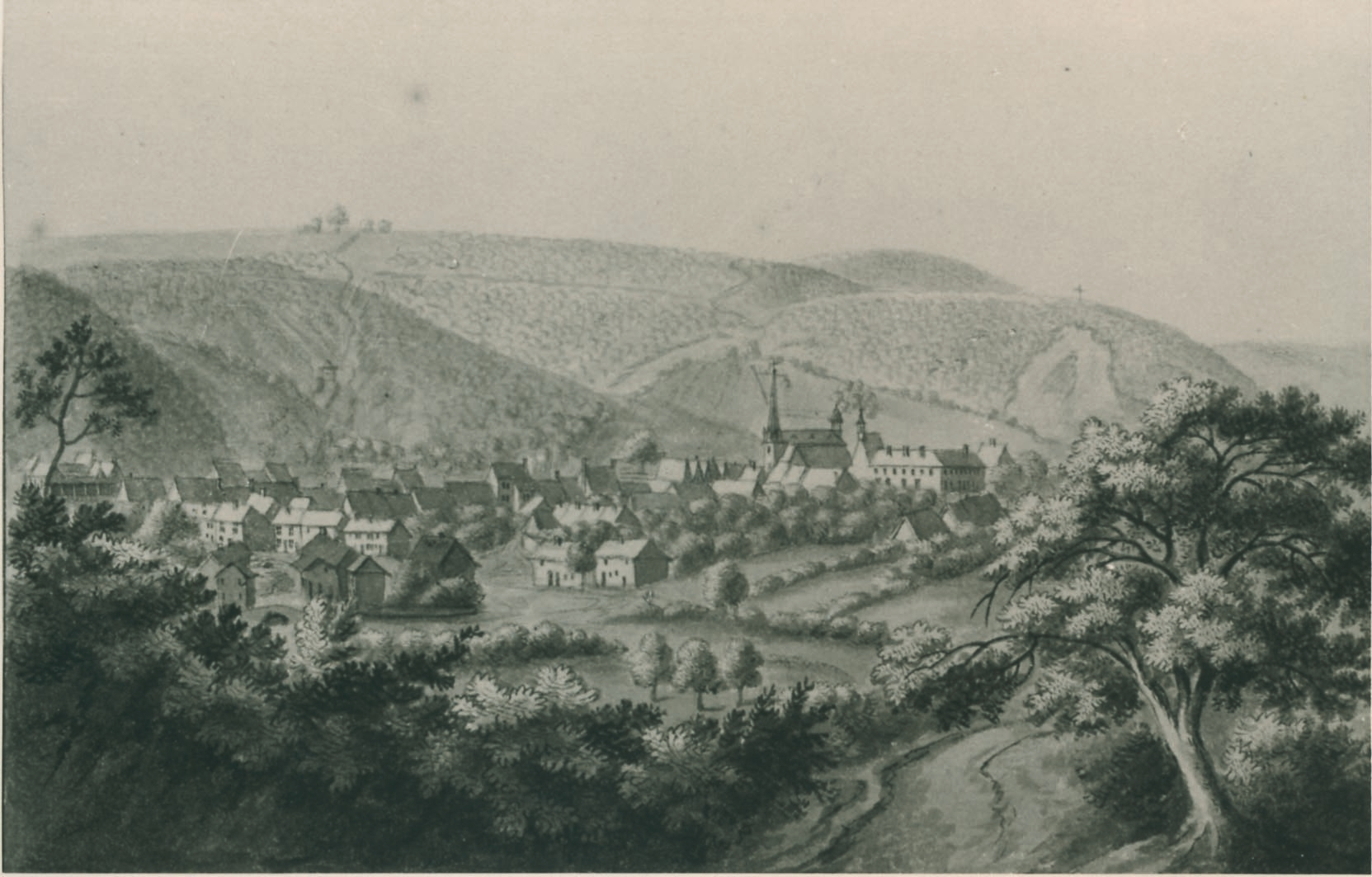
Spa en omgeving, 1738
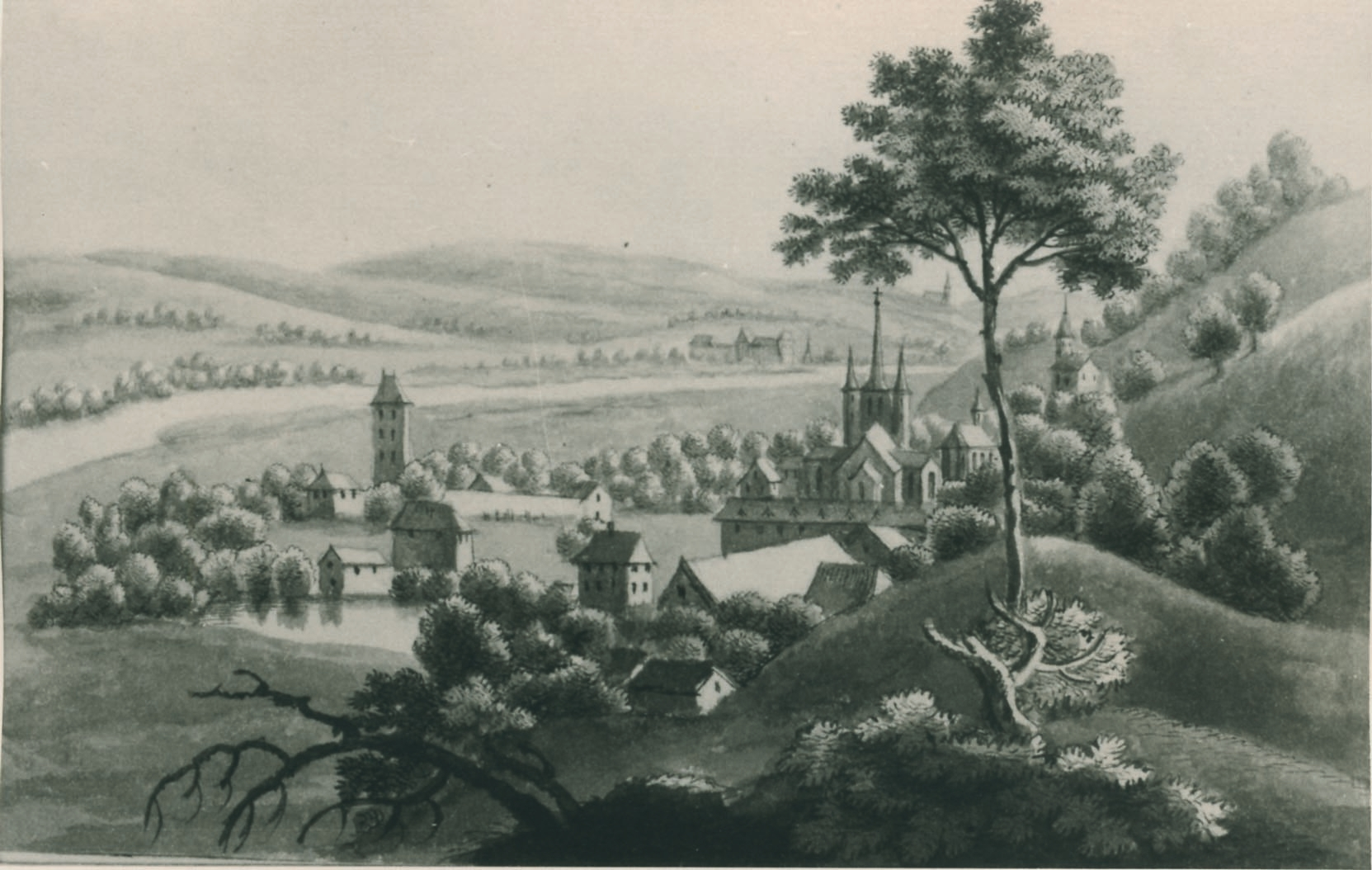
Amay, 1738
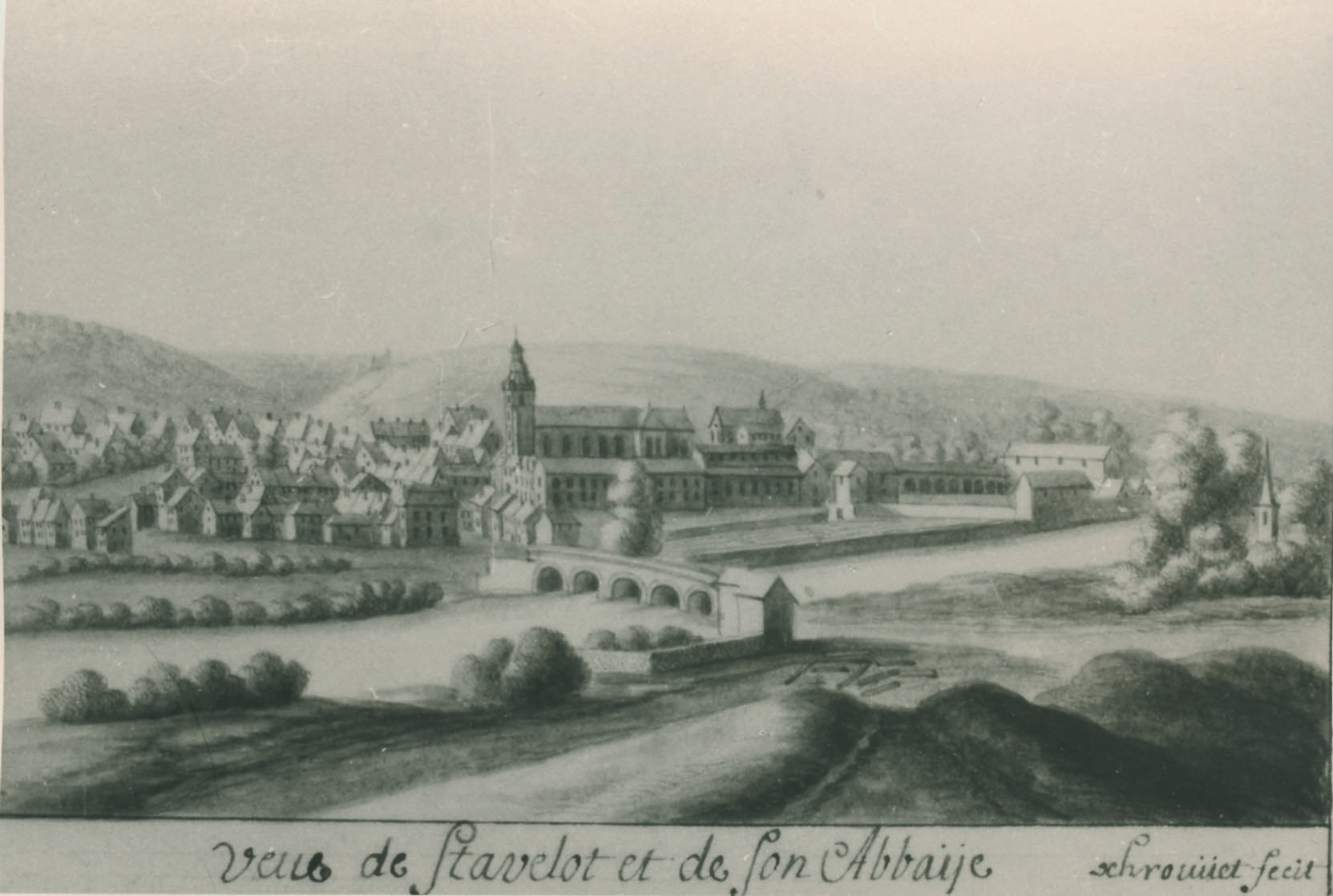
Stavelot en de abdij
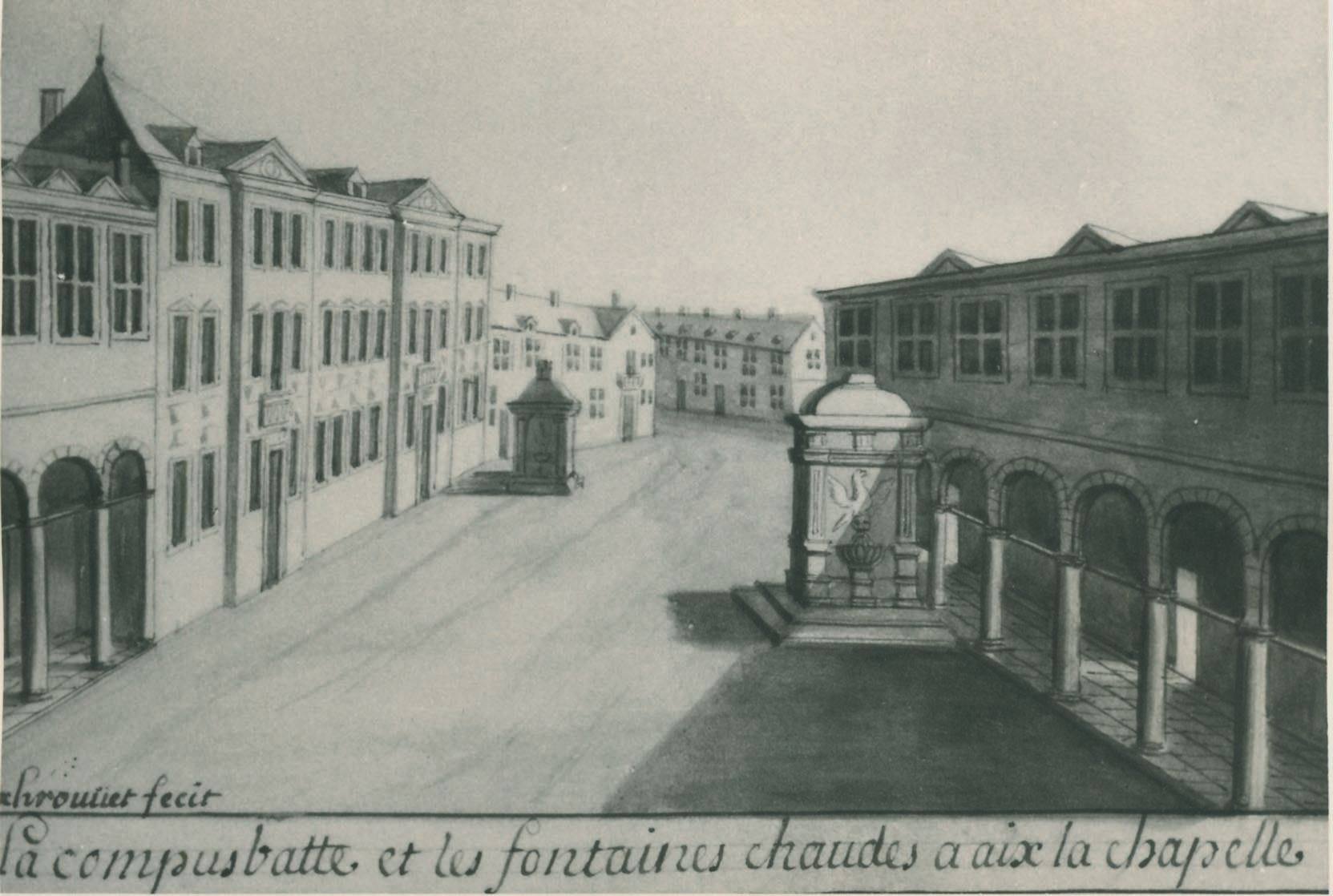
Warmwaterbronnen in Aken
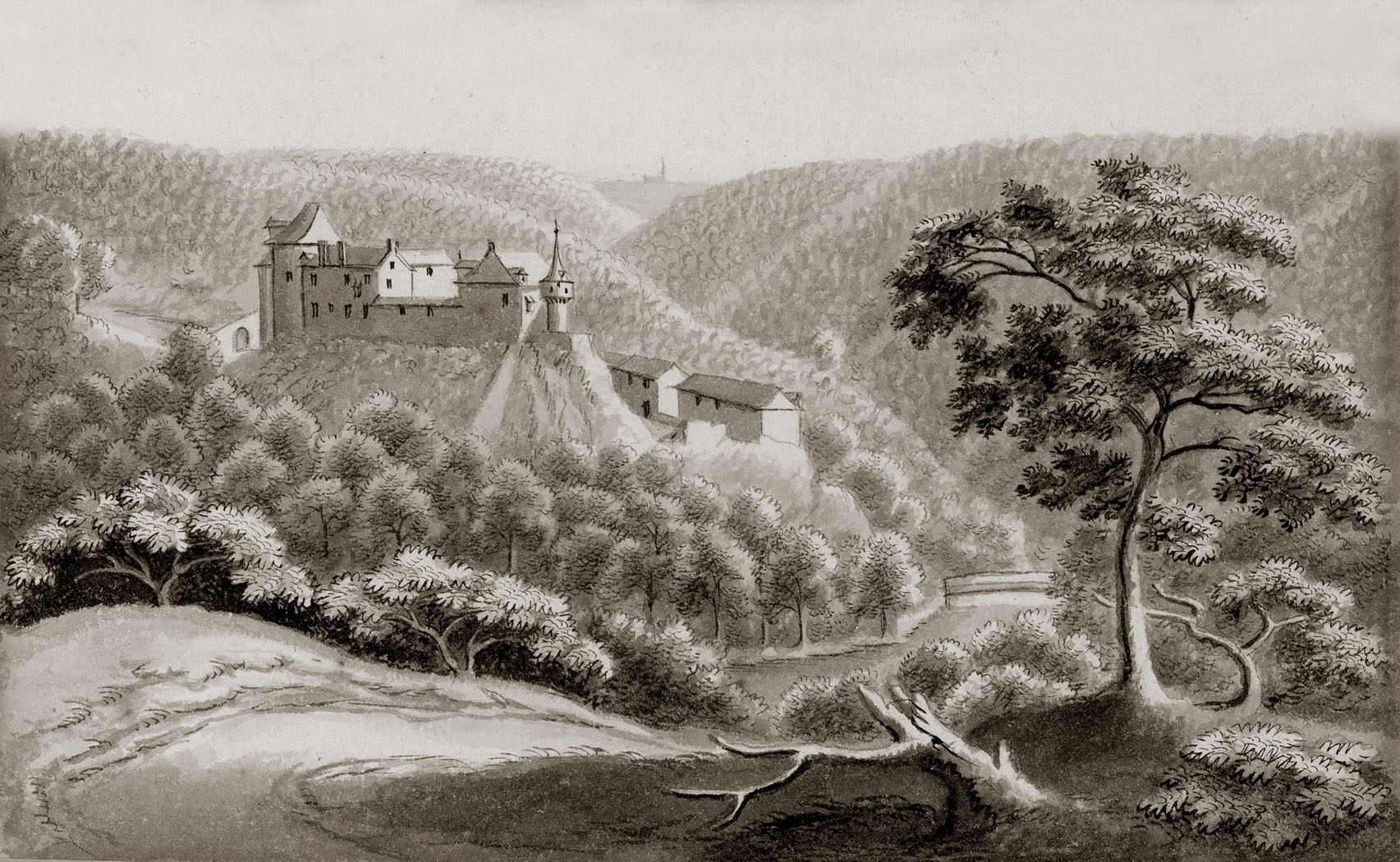
Burcht Reinhardstein

- Biografisch Portaal: 67611294
- RKD-Nederlands Instituut voor Kunstgeschiedenis: 85893
- Union List of Artist Names: 500080692
- Virtual International Authority File: 96258246